# Ioan Soter

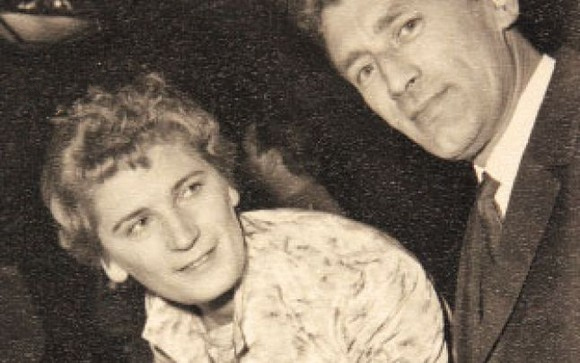
Iolanda Balaș și Ioan Soter

Ioan Soter (în maghiară Sőtér János; n. 16 mai 1927, Timișoara, România – d. 26 septembrie 1987, București, România) a fost un atlet român specializat în proba de săritură în înălțime și un antrenor de atletism. 

## Biografie
Din 1948 până în 1956 a fost de 8 ori campion național în proba de săritură în înălțime. Doar în 1955 a fost accidentat. A stabilit de 14 ori recordul național. În anul 1952 a devenit primul român care a reușit să obțină 2,00 m. Recordul său personal a fost 2,05 m, stabilit la Jocurile Balcanice din 1956 de la Istanbul.
În anul 1952 a participat la Jocurile Olimpice de vară de la Helsinki unde s-a clasat pe locul 6 cu o săritură de 1,95 m. A fost primul atlet român într-o finală la Jocurile Olimpice.
Din 1954 până în 1987 a fost antrenor. A pregătit, între alții, pe Iolanda Balaș, cu care s-a căsătorit în 1967, Viorica Viscopoleanu, Virginia Bonci-Ioan, Maria Bolea-Salamon, Alina Popescu-Gheorghiu, Aura Petrescu-Mărășescu, Carol Corbu, Șerban Ioan, Adrian Proteasa, Eugen-Cristian Popescu, Constantin Militaru, Daniel Ene, Nicolae Perțea, Erwin Sebestyen, George Boroi, Nicolae Popovschi, Adrian Samungi și Ion Buligă. Sportivii au cucerit 3 titluri olimpice și 19 medalii (5 de aur, 6 de argint, 8 de bronz) la Campionatele Europene.

## Palmares
| An   | Competiție                                       | Locație             | Loc | Note   |
| ---- | ------------------------------------------------ | ------------------- | --- | ------ |
| 1947 | Festivalul Mondial al Tineretului și Studenților | Praga, Cehoslovacia | 1   | 1,90 m |
| 1949 | Festivalul Mondial al Tineretului și Studenților | Budapesta, Ungaria  | 2   | 1,94 m |
| 1951 | Festivalul Mondial al Tineretului și Studenților | Berlin de Est, RDG  | 2   | 1,97 m |
| 1952 | Jocurile Olimpice                                | Helsinki, Finlanda  | 6   | 1,95 m |
| 1953 | Festivalul Mondial al Tineretului și Studenților | București, România  | 1   | 2,00 m |
| 1955 | Festivalul Mondial al Tineretului și Studenților | Varșovia, Polonia   | 3   | 1,96 m |

## Distincții
- Ordinul Muncii cl. a II-a (19 noiembrie 1952) pentru rezultatele obținute la Jocurile Olimpice de vară de la Helsinski[8]

În anul 1960 a fost distins cu Ordinul Muncii, clasa III–a, iar în 1968 cu Ordinul Meritul Sportiv, clasa II–a. În același an a fost primul tehnician din atletismul românesc care a primit titlul de antrenor emerit. Din 2019 sala de atletism din București poartă numele „Ioan Soter”.

## Legături externe
Materiale media legate de Ioan Soter la Wikimedia Commons
- Ioan Soter la Comitetul Olimpic și Sportiv Român (arhivat)
- en Ioan Soter la World Athletics
- en Ioan Soter la Olympedia.org
- en  Ioan Soter la athleticspodium.com